# Кишинёвская епархия
Кишинёвская епа́рхия (молд. Eparhia de Chișinău) — епархия Русской православной церкви с центром в городе Кишинёв, входящая в состав Православной церкви Молдовы. Объединяет приходы и монастыри на территории центральной Молдовы. Кафедральный собор — Собор Рождества Христова в Кишинёве. Епархия разделена на 31 благочиннический округ.

## Названия
- 1813—1919 - Кишинёвская и Хотинская
- 1941—1942 - Кишинёвская и Бессарабская
- 1944—1992 - Кишинёвская и Молдавская
- с 1992 - Кишинёвская (и всея Молдовы)

## История
Во время Русско-турецких войн 1787—1792 и 1806—1812 годов русская армия занимала Молдавию и Валахию, временно учреждая в них духовное управление — Молдовлахийский экзархат, главой которого стал экзарх Молдавии, Валахии и Бессарабии Гавриил (Бэнулеску-Бодони).
После 1812 года, когда по условиям мирного договора к России отошла Бессарабия, экзарху Гавриилу было поручено организовать её церковную жизнь. В конце сентября 1812 года митрополит Гавриил со всем штатом духовного управления прибыл из Ясс в Кишинёв. В 1813 году Кишиневская епархия была учреждена официально, и ей присвоены титулы митрополии и экзархии.
С 3 июля 1821 года кафедра стала архиепископией.
В 1918 году после аннексии Бессарабии Румынией румынские власти без согласования с Русской церковью потребовали от духовенства и паствы присоединиться к Румынской православной церкви. Архиепископ Кишинёвский Анастасий (Грибановский) и его викарии, отказавшиеся подчиниться требованию властей о переходе в Румынский патриархат, были вынуждены покинуть пределы епархии, а 14 июня 1918 года Священный синод Румынской церкви назначил «заместителем местоблюстителя архиепископа» на Кишиневскую кафедру епископа Хушского Никодима (Мунтяну), образовав таким образом Бессарабскую митрополию Румынской церкви. Патриарх Московский и всея Руси Тихон в октябре 1918 года выразил синоду Румынской православной церкви протест.
После вхождения Бессарабии в состав СССР Московский патриархат возобновил духовное управление ею: в декабре 1940 года епископ Тульский Алексий (Сергеев) был назначен временно управляющим Кишинёвской епархией, а в мае 1941 года — её правящим архиереем.
После занятия Бессарабии румынскими войсками в 1941 году и до 1944 года здесь вновь существовала Бессарабской митрополии Румынской церкви. В 1944 году Бессарабия вновь занята советскими войсками, и деятельность Кишинёвской епархии Московского патриархата возобновилась.
В мае 1945 года в Бухаресте и в 1946 году в Москве патриархи Румынский Никодим и Московский и всея Руси Алексий I подтвердили каноническую обоснованность восстановления над Кишинёвской епархией юрисдикции Русской православной церкви.
После обретения Молдовой независимости в 1991 году встал вопрос о возможном её присоединении к Румынии; встал вопрос и о присоединении православной церкви в Молдове к Румынии. 8 сентября 1992 года съезд духовенства Кишинёвской епархии почти единодушно решил остаться в составе Русской православной церкви. Но в том же 1992 году на территории Молдовы была также основана Бессарабская митрополия Румынского патриархата, которая считает себя наследницей Бессарабской митрополии, существовавшей ранее. Бессарабскую митрополию возглавил епископ Петр (Пэдурару), отлучённый Молдавской митрополией от служения за канонические нарушения.
5 октября 1992 года Кишинёвской епархии была дарована автономия; епархия была преобразована в Православную церковь Молдовы (Кишинёвскую митрополию).
Из Кишинёвской епархии были выделены новые самостоятельные епархии: 7 июля 1998 года — Кагульская, 6 октября 1998 года — Единецкая, а также Тираспольская, 6 октября 2006 года — Бельцкая, а также Унгенская.
23 сентября 2010 года постановлением Священного синода Молдавской церкви семь приходов Рышканского района и Рудянский монастырь, находившиеся в составе Единецкой епархии, переведены в состав Кишинёвской епархии. 23 апреля 2024 года Священный синод Православной церкви Молдовы постановил учредить в административных границах Сорокского, Дрокиевского, Флорештского и Рышканского районов Сорокскую епархию, выделив ее из состава Кишиневской епархии. Это решение было утверждено Священным синодом Русской православной церкви 30 мая 2024 года.

## Епископы
- сентябрь 1812/август 1813 — 30 марта 1821 — Гавриил (Банулеско-Бодони)
- 18 июня 1821 — 4 августа 1844 — Димитрий (Сулима)
- 12 ноября 1844 — 17 марта 1858 — Иринарх (Попов)
- 17 марта 1858 — 13 марта 1871 — Антоний (Шокотов)
- 23 июня 1871 — 16 июля 1882 — Павел (Лебедев)
- 21 августа 1882 — 12 января 1891 — Сергий (Ляпидевский)
- 12 января 1891 — 21 ноября 1892 — Исаакий (Положенский)
- 21 ноября 1892 — 26 января 1898 — Неофит (Неводчиков)
- 26 января 1898 — 12 августа 1904 — Иаков (Пятницкий)
- 12 августа 1904 — 16 сентября 1908 — Владимир (Сеньковский)
- 16 сентября 1908 — 20 марта 1914 — Серафим (Чичагов)
- 20 марта 1914 — 5 декабря 1915 — Платон (Рождественский)
- ? 1965 — Анастасий (Грибановский) (10 декабря 1915—1919) [3]
  - 1918—1940 — Бессарабская митрополия Румынской Православной Церкви
- конец 1940 — лето 1941 — Алексий (Сергеев) до 12 мая 1941 — в/у, еп. Тульский
  - 1941—1944 — Бессарабская митрополия Румынской Православной Церкви
- 3 декабря 1944 — 13 января 1947 — Иероним (Захаров)
- 18 февраля 1947 — 3 июня 1948 — Венедикт (Поляков)
- 3 июня 1948 — 9 марта 1969 — Нектарий (Григорьев) до 7 июня 1949 — в/у, еп. Тираспольский
- 20 марта 1969 — 11 октября 1972 — Варфоломей (Гондаровский)
- 11 октября 1972 — 12 мая 1987 — Ионафан (Кополович)
- 17 мая 1987 — 7 июля 1989 — Серапион (Фадеев)
- с 21 июля 1989 — Владимир (Кантарян)